# T.R.E.C.

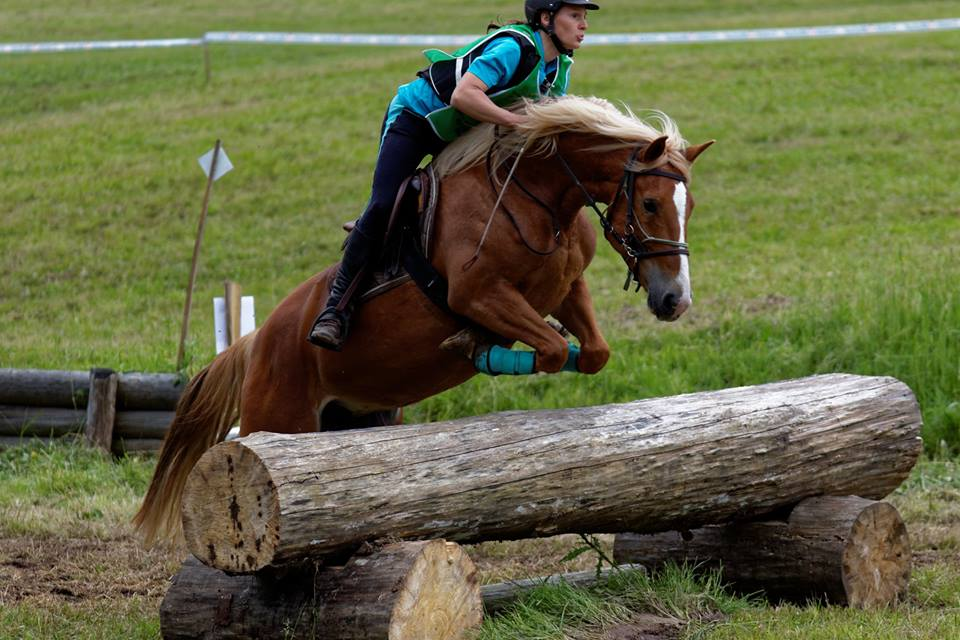
Caballo y jinete superando un obstáculo.

T.R.E.C., sigla de Técnicas de Rutas Ecuestres de Competición, es un deporte ecuestre que consiste en un conjunto de pruebas con las que se valoran la capacidad de los jinetes o amazonas y caballos para orientarse, adaptarse y superar las dificultades que se encuentran en el Medio Natural.
Se compone de 3 o 4 pruebas, según el nivel y categoría de la competición:
- Prueba de orientación y regularidad (POR): en primer lugar el jinete para hacer una ruta con éxito debe saber orientarse y seguir con un plano, una brújula y cronómetro en la mano, un itinerario prefijado, es por ello que se establece una primera Prueba de Orientación y Regularidad (P.O.R.) que consiste en lo siguiente: el jinete con su caballo preparado en la puerta, entrará en una sala de mapas, donde tiene 20 minutos para copiar sobre un plano virgen de la zona, un itinerario de 35 - 45 km. Caballo y jinete deberán recorrer el itinerario y pasar por unos controles secretos de paso que deberán ir encontrando(Orientación).
- Prueba en terreno variado (PTV): un recorrido de campo, requiere que el caballo supere con facilidad una serie de dificultades naturales que se puede encontrar en el terreno. Para cubrir esta necesidad, el Reglamento define 23 tipos de obstáculos o dificultades ( el C.O. debe elegir 16 de ellos ) que se colocan sobre un recorrido de 5 km.
- Prueba de Maestría en los Aires (PAR): jinete y caballo deben marchar a un buen paso que coma terreno y a un galope corto, cómodo para la marcha. Para medir esta habilidad se establece la llamada Prueba de Maestría en los Aires (P.A.R.) donde el jinete con su caballo debe recorrer un corredor de 150 metros de largo y aproximadamente 2 metros de ancho. Primeramente el galope lo más despacio posible y luego, al paso lo más rápido posible. Se penaliza si el caballo cambia de aires y si sale del corredor. Se toman los tiempos y se llevan a una tabla que le asigna la puntuación correspondiente. Cuanto menos tiempo tarde en hacer el recorrido al paso, más puntuación tendrá, también puntuará más en la medida que el recorrido de galope lo haga más despacio. Se puede puntuar una máximo de 30 puntos en cada aire.

## Categorías y niveles
- Nivel promoción/Pony-trec: iniciación a la disciplina de TREC (individual o por equipos), normalmente organizada dentro del ámbito de la FHA. Se citan Pony-Trec, Parejas e Interclubes.

- Nivel Trec (una estrella): primer nivel de competición, preferentemente organizada en el ámbito de la FHAs entre las que se encuentran los Campeonatos Inter-clubes por equipos e Inter-autonomías, calificativas para las pruebas de nivel Trec (dos estrellas).

- Nivel Trec (dos estrellas): segundo nivel de competición, organizadas tanto en el ámbito autonómico como estatal y calificativas para las pruebas de nivel Trec (tres estrellas). Corresponden a este nivel el Campeonato de España de Jóvenes Jinetes y el Campeonato de España inter-clubes e inter-autonomías.

- Nivel Trec (tres estrellas): competiciones de ámbito estatal, calificativas para el Campeonato de España individual, Campeonato de Europa y del Mundo.

- Nivel Trec (cuatro estrellas): para binomios experimentados, son competiciones de nivel máximo. Campeonato de España Individual o Internacionales en consonancia con el Reglamento de la Federación Internacional de Turismo Ecuestre (FITE).

## Condiciones generales de participación
Las competiciones están abiertas a todos los jinetes y amazonas con Licencia de competidor del año en curso. Es necesario tener más de 16 años para poder participar, al no ser que se tenga una autorización paterna escrita que lo permita. A partir del nivel Trec (una estrella) es necesario que el caballo tenga más de 5 años, si es una categoría inferior se permiten caballos a partir de cuatro años.

## Desarrollo de las competiciones
El campeonato de España y el resto de los concursos a partir de Nacionales Trec (dos estrellas) se desarrollan obligatoriamente en dos días como mínimo. Para las demás la duración se determina por los organizadores.
En cada nivel de competición el orden de las pruebas será determinado por el CO, salvo a partir de recorridos de más de 30 km en cuyo caso la prueba del POR será siempre en el primer día de concurso. 
En las competiciones nacionales se realiza obligatoriamente un control veterinario antes de la primera prueba. Depende del nivel de la prueba se realizarán más controles o no.

## Puntuaciones y clasificaciones
El ganador será el binomio o el equipo que haya obtenido la puntuación más alta en el conjunto de las pruebas. Si dos binomios o equipos consiguen la misma puntuación se pasará a contar solo la prueba POR.

## Arreos, vestimenta, material y herraduras
Se exige una vestimenta correcta, el casco homologado de equitación es obligatorio en todas las pruebas. El jurado tendrá derecho a prohibir la salida a pista a los concursantes con vestimenta incorrecta o peligrosa (elementos no habituales). Para los menores, se necesita un casco homologado y un chaleco protector de espalda en todas